# Blyxa
Blyxa é um género botânico pertencente à família Hydrocharitaceae.